# ماري أر كالفيرت
ماري أر كالفيرت (بالإنجليزية: Mary R. Calvert )‏ (و. 1884 – 1974 م) هي عالمة فلك من الولايات المتحدة الأمريكية .
توفيت عن عمر يناهز 90 عاماً.